# Shetländska djurraser

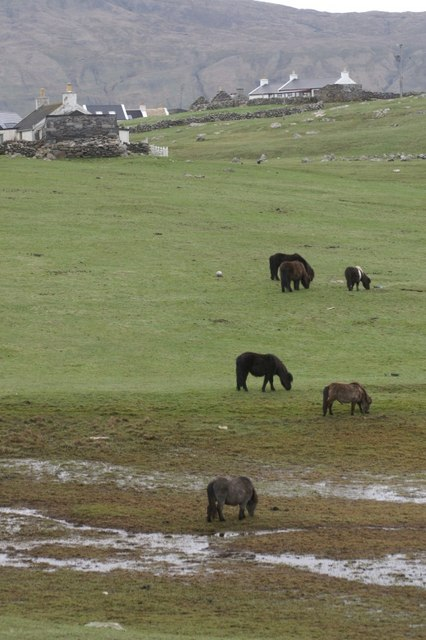
Shetlandsponnyer nära Papil, West Burra, Shetlandsöarna

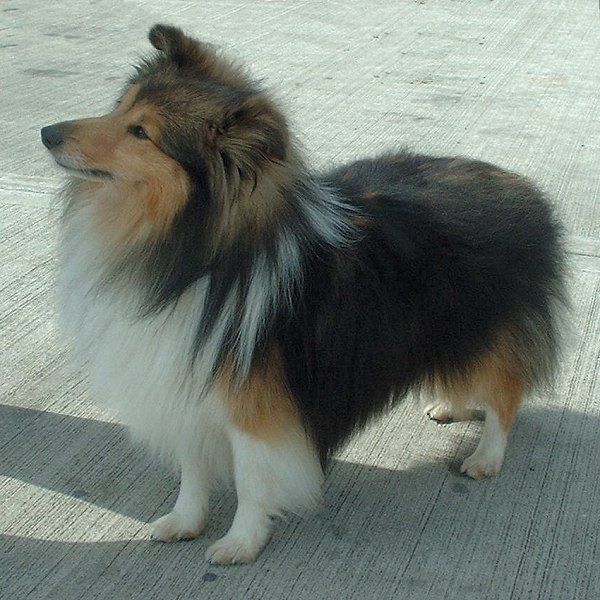
Shetland sheepdog

Shetländska djurraser har bestått egna djurraser i och med Shetlandsöarnas avlägsna läge. I denna artikel listas ögruppens domesticerade djurraser.

## Shetlandsponny
Shetlandsponnyn är en mycket liten, robust ponnyhäst. De varierar i storlek men blir oftast aldrig över 107 cm i mankhöjd men i förhållande till sin storlek är shetlandsponnyn ett av världens starkaste hästdjur. En mindre variant som aldrig blir över 86 cm i mankhöjd kallas för Minishetland.. En av de viktigaste, mest framträdande dragen hos Shetlandsponnyn är vitalitet (närvaro), kraftfullhet och sundhet, och anses rätt så intelligenta. 
Shetlandsponnyn förekommer i alla kända färger utom tigrerad. Den absolut vanligaste färgen hos shetlandsponnyer är svart, fux och brun. Skäck och skimmel förekommer också ganska ofta. Rasen är väl lämpad för avel, utställning, ridning, körning, trav och galopp. Med andra ord en väldigt användbar häst i litet format. 

## Shetland Sheepdog
Shetland sheepdog, "Shetländsk fårhund", sheltie, var ursprungligen en slags spetshund, liknande den isländska fårhunden och andra Skandinaviska hundar.  Efter hand har hundrasen i England i egenskap av sällskapshund, avlats fram med mycket inslag av andra hundraser som långhårig collie och dvärgspets, och dagens "sheltie" liknar numera en mindre collie. Den ursprungliga Shetland sheepdog har inte överlevt. Moderna Shetland sheepdog används huvudsakligen som sällskapsdjur, men används även vid hundsport som agility och är duktiga på att lyda. De flesta har kvar en viss vallinstinkt, i varierande grad.

## Kreatur
Korna som hölls på Shetland utvecklades som en mycket tålig och liten lantras, som användes både till mjölkning och för köttproduktion. Dagens Shetlandskor är svartvita, dock förekom förr också Shetlandskor med andra färger, och de kan ännu sällsynt finnas idag. Korna liknar andra europeiska gamla lantraser, och används ibland till att bevara betesängar.

## Får

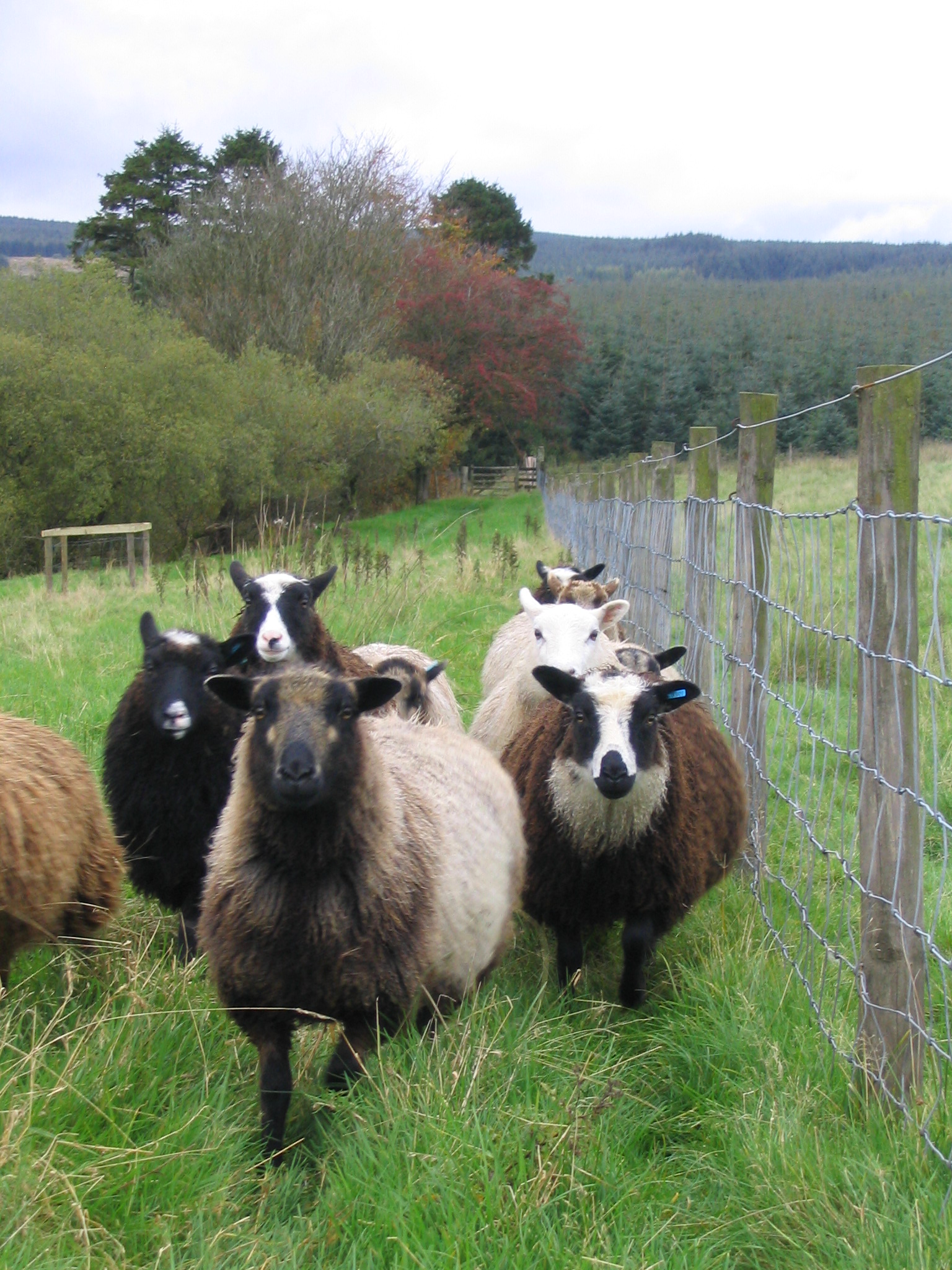
Shetlandstackor

Får har funnits på Shetlandsöarna i minst tusen år. Fårrasen är ett slags nordiska kortsvansfår, och ansågs vara en lokal variant av den utdöda Scottish Dunface, som fanns spridda över hela skotska höglandet och dess öar (och som var förfadern till det hebridiska fåret och North Ronaldsay-får). Shetlandsfåren räknas som en lantras eller "oförädlad" ras.
Shetlandsfåret må vara litet och med långsam ullproduktion jämfört med kommersiella raser, men de är tåliga, anpassningsbara och långlivade. Shetlandsrasen har överlevt århundraden av  svåra förhållanden med sparsam föda och frodas därför under goda, sunda levnadsförhållanden. Shetlandsrasen har kvar många av dess primitiva överlevnadsinstinkter vilket gör dem enklare att sköta än många modernare fårraser.

## Svin
Shetland var den sista platsen man kunde finna det idag utdöda slags tamsvin känt som grice. Dessa småväxta, men rovlystna grisar, övergavs av grisbönderna i slutet av 1800-talet för att helt dö ut cirka 1930. Rasen förekom tidigare vida spritt över Skottland och Irland.

## Gås
Shetlandsgåsen är en liten, härdig ras av tamgås från Shetlandsöarna. Hanar och honor har olika färg, där hanen är helvit medan honorna är vita med grå fläckar. De tenderar att hålla ihop parvis livet ut och är extremt skickliga på att söka efter föda. En liten skara shetlandsgäss har exporterats till Nordamerika, men har ännu inte tagits in bland raserna i American Poultry Association.

## Anka
Shetlandsankan är en liten, härdig ras av tamanka som har sitt ursprung på öarna. Den har liknelser med pommersk anka och Svensk blå anka. Shetlandsankan är svart med vit hake. Ankbonden har himmelsblå näbb och honorna skifferblå näbbar. Medelvikten för Shetlandsankan är 2 kg för hanarna och 1,8 kg för honorna. Arten är akut hotad.